# Alfred Bates
Alfred Hilborn « Al » Bates (né le 24 avril 1905 à Philadelphie et décédé le 9 juin 1999 dans la même ville) est un athlète américain spécialiste du saut en longueur. Affilié au Penn State Nittany Lions, il mesurait 1,83 m pour 70 kg.

## Biographie

### Palmarès
| Date | Compétition           | Lieu      | Résultat | Performance |
| ---- | --------------------- | --------- | -------- | ----------- |
| 1928 | Jeux olympiques d'été | Amsterdam | 3e       | 7,40 m      |

### Records
| Épreuve          | Performance | Lieu | Date |
| ---------------- | ----------- | ---- | ---- |
| Saut en longueur | 7,58 m      |      | 1928 |